# Kaliningrad K-5
Le Kaliningrad K-5 (nom de code OTAN : AA-1 « Alkali »), aussi connu sous le nom de RS-1U ou « produit ShM » (en russe : « ШМ », ShM, « boule de feu ») était un ancien missile air-air à courte portée d'origine soviétique. Il fut l'un des tout-premiers mis en service au sein du bloc soviétique.

## Histoire
Commencée au bureau d'études OKB-2 du ministère de l'industrie de l'aviation russe, sous la direction de D. L. Tomashevich, l'étude de ce missile commence en 1951, les premiers tirs d'essais ayant lieu en 1955, sur des Yakovlev Yak-25.
Le K-5 est conçu à l'origine comme une arme légère, de sorte qu'il puisse être placé sur le chasseur du moment, le MiG-15, et il a été stipulé que ce chasseur puisse en emporter quatre, ce qui augmenterait ses chances de toucher sa cible. Dans les documents déclassifiés, le missile avait été surnommé « boule de feu » (en russe : « ШМ », ShM).
Le bureau NII-17 est chargé du développement du radar adapté à ce nouvel armement. En un laps de temps très court, sur la base du radar « tous-temps » RP-1U Izumurud (émeraude) équipant les avions de chasse MiG-15 et MiG-17, ils mettent au point le modèle RP-2U Izumurud-2, qui sera installé sur les versions suivantes du MiG-17, le MiG-19 et les premières séries du Yak-25.
Le premier tir autonome du projet « boule de feu » est effectué avec un Mig-17P, le 8 octobre 1953, au centre d'expérimentations aériennes d'Akhtoubinsk, une ville de l'Oblast d'Astrakhan. Le missile enchaîne par-la-suite une série de tirs contre des drones-cibles en mars 1955 et touche sa première cible à-partir du huitième jour.
En 1956, le missile entre en service, sous le nom de « Grushin/Tomashevit RS-1U », pour équiper les MiG-17PFU et les MiG-19P, sur lequel il est associé au radar RP-2U (Izumrud-2). Cette nouvelle version du MiG-17, le MiG-17PFU, est une version qui a été créée spécifiquement pour lui. Ce sera la seule version de cet appareil à être équipée de 4 missiles, des RS-1U placés sur 4 lanceurs 369-W.
Une version améliorée du K-5, le K-5M, est développée pour le chasseur MiG-19, intégrant des surfaces portantes plus importantes, une meilleure stabilité, une ogive plus grande, un propulseur plus puissant et une portée accrue. Il est mis à l'épreuve très rapidement, à Vladimirovka, dès le printemps 1956 et obtient rapidement de bons résultats avec le MiG-19. Dès l'adoption de la résolution no 1343 619ss par le conseil des ministres de l'URSS, le 28 novembre 1957, il est désigné C-2-U (RS-2U). Une série de MiG-19PM (« produit 65 »), un avion spécialement prévu pour l'emploi de ces missiles, est commandée à l'usine no 21 de Gorki, qui produit 369 appareils, de 1956 à 1960.
Vers la fin des années '50, le K-5 est considéré comme obsolète et aucune application future n'a été prévue sur les appareils à-venir. Cependant, les circonstances et la situation de l'URSS à-ce moment firent qu'avec quelques modifications, il devient l'armement de base des Su-9 de la PVO Strany. Le Su-9 est l'intercepteur à haute altitude le plus rapide disponible dans les forces soviétiques au début des années '60. Cette version améliorée du K-5M est désigné K-5MS (RS-2US), mais dans un certain nombre de documents est utilisée la désignation K-51.
Après l'adoption d'une résolution de la 12e commission industrielle militaire, le 3 mars 1958, décision est prise de tester des missiles K-51 sur l'un des premiers avions Su-9 produits en série, le numéro de série 0103. L'usine no 53 met également à la disposition des essais trois avions supplémentaires en mai et juillet. En mai 1958, le pilote d'essai Vladimir Ilyin prend en main le premier appareil équipé de missiles K-51, le T-43-1, prototype développement du Su-9 qui prend pour l'occasion le nom de PT-8. Sous l'aile de cet avion, des lanceurs APU-19 (paire intérieure) et APA-20 (paire externe) ont été installés et équipés de leurs missiles. Pendant la période des essais en vol de la combinaison « Su-9/K-51 », il est déterminé que les missiles pouvaient être employés dans des plages d'altitudes variant de 7 à 20 km et que des tirs autonomes étaient possibles jusqu'à une altitude maximale de 23 km.
Le 10 octobre 1960, la signature de l'arrêté no 1108-460 par le conseil des ministres de l'URSS déclare l'avion comme étant certifié pour l'emploi opérationnel des missiles K-51. À cette occasion, il est renommé Su-9-51. Il devient officiellement le premier système soviétique aéroporté d'interception anti-aérienne par missile. Il est équipé du radar CDD-30 (RP9). Par-la-suite, il sera équipé d'un radar CD-30 CD-version Z0T (RP-21), qui sera ensuite monté sur un grand nombre d'avions, tel le MiG-21PF.
Après le développement d'une nouvelle version, le K-55, reprenant les autodirecteurs à infrarouge et radar du missile K-13 (R-3), le missile sera également monté sur les MiG-21PFM et MiG-21S.
En 1963, des tests furent effectués en vue de tester l'emploi des missiles RS-2US contre des cibles terrestres. Cette utilisation du missile était tout à fait envisageable mais posait de nombreux problèmes. Elle était en-effet peu pratique car les missiles emportaient une charge militaire trop faible et le système de guidage n'était pas assez précis. Le missile Kh-23, qui était un dérivé du K-5, résoudra en grande partie ces problèmes, étant modifié afin d'embarquer une charge militaire plus importante.
La Chine produit, elle, une copie locale, le PL-1, pour équiper ses intercepteurs J-6B (Des MiG-19 fabriqués sous-licence).

## Caractéristiques

### Contraintes d'utilisation
Ces missiles sont radioguidés, ce qui les rend difficiles à utiliser, particulièrement dans un avion monoplace, limitant leur usage à la destruction de cibles non manœuvrantes, comme un bombardier et ce à très courte distance. Aux alentours de 1967, les K-5 cèdent donc leur place au K-55 (désigné R-55 en service) qui, lui, utilise les deux autodirecteurs montés sur les missiles R-3, utilisant soit le guidage passif à infrarouges ou par radar semi-actif.

### Spécifications techniques
- Longueur : 2,50 m
- Envergure : 65,4 cm
- Diamètre du corps : 20 cm
- Propulseur : à combustible solide (poudre), 1 340 kg de poussée.
- Masse au lancement : 82,7 kg
- Vitesse : 800 m/s (2 880 km/h)
- Vitesse maximale de la cible : 1 600 km/h
- Portée : de 2 à 6 km
- Charge militaire : 13 kg

## Variantes
- RS-1
- RS-2
- RS-1U
- RS-2U
- RS-2US
- R-55
- R-55M

## Utilisateurs
Union soviétiqueL'armée de l'air soviétique utilisa le Kaliningrad K-5.
 ChineL'armée de l'air chinoise utilisa une copie du Kaliningrad K-5 (fabriqué sous licence) sous le nom de PL-1 (PL: abréviation de Pi Li ou Pili, signifiant foudre).
 TchécoslovaquieL'armée de l'air tchécoslovaque mit en œuvre les versions RS-2U and RS-2US.